# Kleine Heidekrauteule
Die Kleine Heidekrauteule (Lycophotia porphyrea), auch Porphyr-Eule genannt, ist ein Schmetterling (Nachtfalter) aus der Familie der Eulenfalter (Noctuidae).

## Merkmale

### Falter
Mit einer Flügelspannweite von 24 bis 34 Millimetern zählen die Tiere zu den kleineren Eulenfalterarten. Die Vorderflügel sind meist rotbraun gefärbt, können aber auch purpurfarben (porphyr) sowie hellbraun oder schwarzbraun schimmern. Innere und äußere Querlinie heben sich in weißer Farbe deutlich vom Untergrund ab. Die ebenfalls weiße Wellenlinie ist meist schwächer ausgebildet. Das Muster aus weißen Zeichnungselementen erscheint gelegentlich in Knotenformen, weshalb die Art im Englischen als „True Lover's Knot“ bezeichnet wird. Punktförmig zeigen sich die weißen Ringmakel, während die hellen Nierenmakel im Inneren dunkel angelegt sind. Der Saumbereich enthält eine dichte Reihe weißer oder schwarzer Punkte zwischen denen einige dunkle Striche erkennbar sind. Die Hinterflügel sind zeichnungslos grau gefärbt.

### Ei, Raupe und Puppe
Das Ei ist von weißer Farbe, hat eine halbkugelige Form mit einer abgeflachten Basis und ist stark gerippt. Ausgewachsene Raupen sind in verschiedenen Brauntönen gefärbt. Sie sind besonders durch die an den Segmenteinschnitten unterbrochenen breiten, gelbweißen und dunkel eingefassten Rücken- und Nebenrückenlinien gekennzeichnet. Vereinzelt verlaufen diese Linien auch durchgehend. Die gedrungene Puppe ist schwarzrotbraun mit einem sehr kleinen Kremaster, auf dem zwei kurze gekrümmte Borsten stehen.

### Ähnliche Arten
Aufgrund der markanten Zeichnung sind Falter und Raupen unverwechselbar.

## Geographische Verbreitung und Lebensraum
Die Art ist in einem breiten Band durch Nord-, Mittel- und Osteuropa bis Russland (bis an den Ural) verbreitet. Im Süden verläuft die Verbreitungsgrenze durch Nordspanien und Nordportugal, Norditalien, Makedonien, Bulgarien und Nordgriechenland. Im Gebirge ist sie noch in Höhen von über 2000 Metern anzutreffen. Die Kleine Heidekrauteule bewohnt vorzugsweise warme Heidegebiete, Moore, sonnige Hänge und Waldränder, häufig auf sandigen Böden.

## Lebensweise
Hauptflugzeit der in einer Generation im Jahr fliegenden, überwiegend nachtaktiven Falter sind die Monate Juni bis August. Sie kommen gerne an künstliche Lichtquellen, seltener auch an den Köder. Gelegentlich sind sie auch am Tage an Blüten zu finden, wie beispielsweise denjenigen der Arnika (Arnica montana). Die Raupen leben ab September, überwintern und verpuppen sich im Mai des folgenden Jahres. Sie ernähren sich in der Hauptsache von Besenheide (Calluna vulgaris) und anderen Heidekrautarten  (Erica). Im Frühjahr leben sie tagsüber versteckt und fressen nachts. Sie verpuppen sich in der Erde oder zwischen Pflanzenteilen in einem leichten Kokon.

## Gefährdung
Die Kleine Heidekrauteule kommt in Deutschland in den meisten Bundesländern vereinzelt bis häufig vor und wird auf der Roten Liste gefährdeter Arten als nicht gefährdet geführt.